# 調査業務実施者
調査業務実施者（ちょうさぎょうむじっししゃ）は、独立行政法人工業所有権情報・研修館で開催される「工業所有権に関する手続等の特例に関する法律」に基づく法定研修である「調査業務実施者育成研修」を受け、研修内の試験を受け合格し、登録調査機関に所属して、特許庁が登録調査機関に発注する「先行技術調査業務」または「分類及び要約書の記載の適合性についての調査業務」を実施する者のことである。
「先行技術調査業務」を行なう者を単に「特許先行技術調査員」、「特許調査従事者」、「検索者」、「特許サーチャー」、「サーチャー」とも呼ぶ。

## 登録調査機関
登録調査機関は、「工業所有権に関する手続等の特例に関する法律」の規定に則り特許庁へ申請を行い、特許庁から認可登録を受けた機関のことである。

## 調査業務指導者
調査業務指導者は、登録調査機関内で調査業務実施者を育成指導する者のことである。

## 調査業務実施者育成研修
「工業所有権に関する手続等の特例に関する法律施行規則の一部を改正する省令（平成29年7月11日経済産業省令第52号）」（公布日平成29年7月11日、施行期日平成30年4月1日）の「工業所有権に関する手続等の特例に関する法律施行規則」の別表第二（別紙参照）記載の区分１～３９までの新規受講者に対する研修概要は以下の通りである。
１．特許法等に関する講義と筆記試験第一（テキスト：「特許法概論」「審査基準」）
２．検索に関する講義と実習、筆記試験第二（テキスト：「検索の考え方と報告書の作成」「分類の概論」）
３．グループディスカッション
４．先行技術調査実践演習
５．対話型審査に関する講義と演習、面接評価第一
６．検索報告書の作成、面接評価第二
筆記試験第一・筆記試験第二はマークシート形式の試験であり、面接評価第一・面接評価第二は特許庁審査官による面接試験であり、全て合格すると研修修了証が授与される。

## 先行技術調査業務
先行技術調査業務の流れは以下の通りである。　
１．登録調査機関が工業所有権に関する手続等の特例に関する法律施行規則別表第二に記載の区分単位で特許庁から受注し業務委託を受ける。
２．登録調査機関内で、受注し業務委託された審査案件を調査業務実施者に指示し調査をする。
３．登録調査機関内で、受注し業務委託された審査案件の対話報告日を特許庁と日程調整する。
４．調査業務実施者は検索報告書と必要に応じて業務報告書を作成し調査業務指導者の内容点検を受ける。
５．特許庁審査官は、対話報告日程調整された日にに調査業務実施者から検索結果の報告受け、内容確認し、問題無ければ受領確認をする。併せて、特許庁審査官は報告内容を採点評価する。
６．特許庁審査官は、審査請求された特許に対して審査を行い、拒絶理由もしくは登録通知を作成し、発明者・申請者に通知すると共にその内容と調査業務実施者の検索結果(調査業務指導者は氏名、調査業務実施者は登録番号)は公開される。
７．登録調査機関毎に提出された検索報告書の点数の平均点が算出され、工業所有権に関する手続等の特例に関する法律施行規則別表第二に記載されている区分毎のその平均点で各登録調査機関は評価され、次の特許庁からの受注順位が決まる。

## 背景・問題点
- 特許庁審査官は平均して年間約230件の登録審査を行っており、審査官の作業負荷を下げるため登録調査機関に業務委託することになった(その後民間にも調査登録機関は拡大)。
- しかしながら、近年は、審査予算が削減されると共に、特許審査件数が減少しており、登録調査機関間での委託業務の受注活動が厳しいものになってきている。
- このため、登録調査機関が応札する受注単価が低下傾向にあり、特許庁審査官の評価を上げつつ、低年収化の傾向の業務環境で作業を行う必要があり、先行技術調査業務は厳しいものになりつつある。[8]